# Halenia inaequalis
Halenia inaequalis là một loài thực vật có hoa trong họ Long đởm. Loài này được Wedd. mô tả khoa học đầu tiên năm 1859.